# Сагаэ
Сагаэ (яп. 寒河江市 Сагаэ-си) — город в Японии, находящийся в префектуре Ямагата. Площадь города составляет 139,08 км², население — 41 507 человек (1 августа 2014), плотность населения — 298,44 чел./км².

## Географическое положение
Город расположен на острове Хонсю в префектуре Ямагата региона Тохоку. С ним граничат города Мураяма, Тендо, посёлки Кахоку, Оэ, Нисикава, Накаяма и село Окура.

## Население
Население города составляет 41 507 человек (1 августа 2014), а плотность — 298,44 чел./км². Изменение численности населения с 1980 по 2005 годы:
| 1980 | 41 048 чел. |  |
| 1985 | 41 828 чел. |  |
| 1990 | 42 076 чел. |  |
| 1995 | 42 805 чел. |  |
| 2000 | 43 379 чел. |  |
| 2005 | 43 625 чел. |  |

## Символика
Деревом города считается вишня, цветком — рододендрон.